# Record du monde de V-Cube 6
| Temps         | Compétiteur    | Nationalité | Lieu                                  | Date             |
| ------------- | -------------- | ----------- | ------------------------------------- | ---------------- |
| 57 s 69       | Max Park       | États-Unis  | Burbank Big Cubes 2025                | 26 avril 2025    |
| 58 s 03       | Max Park       | États-Unis  | CubingUSA Western Championship 2024   | 3 août 2024      |
| 59 s 74       | Max Park       | États-Unis  | CubingUSA Southeast Championship 2022 | 31 juillet 2022  |
| 1 min 04 s 77 | Max Park       | États-Unis  | CubingUSA Southeast Championship 2022 | 29 juillet 2022  |
| 1 min 09 s 51 | Max Park       | États-Unis  | Houston Winter 2020                   | 25 janvier 2020  |
| 1 min 13 s 82 | Max Park       | États-Unis  | WCA Asian Championship 2018           | 17 août 2018     |
| 1 min 14 s 86 | Max Park       | États-Unis  | ABCD 2018                             | 19 mai 2018      |
| 1 min 19 s 46 | Max Park       | États-Unis  | Qualifornia 2018                      | 6 mai 2018       |
| 1 min 19 s 60 | Max Park       | États-Unis  | SacCubing III 2018                    | 27 janvier 2018  |
| 1 min 20 s 03 | Feliks Zemdegs | Australie   | World Championships 2017              | 16 juillet 2017  |
| 1 min 27 s 85 | Feliks Zemdegs | Australie   | Adelaide Summer 2017                  | 21 janvier 2017  |
| 1 min 32 s 47 | Feliks Zemdegs | Australie   | Sydney Championship 2016              | 18 décembre 2016 |
| 1 min 32 s 77 | Kevin Hays     | États-Unis  | Asian Championship 2016               | 2 octobre 2016   |
| 1 min 33 s 55 | Kevin Hays     | États-Unis  | Indiana 2015                          | 13 juin 2015     |
| 1 min 40 s 86 | Kevin Hays     | États-Unis  | Vancouver Summer 2013                 | 3 août 2013      |
| 1 min 49 s 46 | Kevin Hays     | États-Unis  | Couve Cubing 2012                     | 5 mai 2012       |
| 1 min 54 s 81 | Kevin Hays     | États-Unis  | Vancouver Winter 2011                 | 10 décembre 2011 |
| 1 min 56 s 96 | Feliks Zemdegs | Australie   | Australian Nationals 2011             | 28 août 2011     |
| 2 min 02 s 31 | Kevin Hays     | États-Unis  | US Nationals 2011                     | 12 août 2011     |
| 2 min 05 s 88 | Feliks Zemdegs | Australie   | Melbourne Summer Open 2011            | 30 janvier 2011  |
| 2 min 13 s 90 | Bence Barát    | Hongrie     | V-CUBE Spiel 2010                     | 24 octobre 2010  |
| 2 min 15 s 53 | Michał Halczuk | Pologne     | Silesia Open 2009                     | 28 novembre 2009 |
| 2 min 18 s 81 | Dan Cohen      | États-Unis  | Big Cubes Summer 2009                 | 26 juillet 2009  |
| 2 min 23 s 63 | Dan Cohen      | États-Unis  | Ohio Open 2009                        | 29 mars 2009     |
| 2 min 33 s 55 | Michał Halczuk | Pologne     | Polish Nationals 2009                 | 22 février 2009  |
| 2 min 56 s 34 | Dan Cohen      | États-Unis  | Newark Winter 2009                    | 7 février 2009   |
| 3 min 44 s 84 | Claes Hedin    | Suède       | Norrköping Open 2009                  | 7 février 2009   |

| Temps         | Compétiteur     | Nationalité  | Lieu                                         | Date             |
| ------------- | --------------- | ------------ | -------------------------------------------- | ---------------- |
| 1 min 5 s 66  | Max Park        | États-Unis   | CubingUSA Western Championship 2024          | 3 août 2024      |
| 1 min 5 s 88  | Max Park        | États-Unis   | Rubik's WCA North American Championship 2024 | 19 juillet 2024  |
| 1 min 6 s 46  | Seung Hyuk Nahm | Corée du Sud | Daegu Cold Winter 2024                       | 4 février 2024   |
| 1 min 7 s 11  | Max Park        | États-Unis   | Rubik's WCA World Championship 2023          | 12 août 2023     |
| 1 min 8 s 56  | Max Park        | États-Unis   | WCC Western Championship 2022                | 9 octobre 2022   |
| 1 min 9 s 23  | Max Park        | États-Unis   | CubingUSA Southeast Championship 2022        | 31 juillet 2022  |
| 1 min 11 s 14 | Max Park        | États-Unis   | CubingUSA Southeast Championship 2022        | 29 juillet 2022  |
| 1 min 15 s 63 | Max Park        | États-Unis   | Baton Rouge Winter 2022                      | 22 janvier 2022  |
| 1 min 15 s 90 | Max Park        | États-Unis   | Houston Winter 2020                          | 25 janvier 2020  |
| 1 min 17 s 10 | Max Park        | États-Unis   | WCA Asian Championship 2018                  | 17 août 2018     |
| 1 min 17 s 37 | Max Park        | États-Unis   | WCCT Cupertino 2018                          | 15 juillet 2018  |
| 1 min 24 s 14 | Max Park        | États-Unis   | SacCubing IV 2018                            | 27 mai 2018      |
| 1 min 25 s 10 | Max Park        | États-Unis   | SacCubing III 2018                           | 27 janvier 2018  |
| 1 min 25 s 34 | Max Park        | États-Unis   | Thanks Four The Invite 2018                  | 13 janvier 2018  |
| 1 min 27 s 79 | Feliks Zemdegs  | Australie    | World Championship 2017                      | 13 juillet 2017  |
| 1 min 28 s 51 | Feliks Zemdegs  | Australie    | London Open 2017                             | 8 juillet 2017   |
| 1 min 34 s 21 | Kevin Hays      | États-Unis   | Lexington Summer 2017                        | 1er juillet 2016 |
| 1 min 34 s 68 | Feliks Zemdegs  | Australie    | Adelaide Summer 2017                         | 21 janvier 2017  |
| 1 min 37 s 85 | Feliks Zemdegs  | Australie    | Melbourne Cube Days 2016                     | 6 novembre 2016  |
| 1 min 42 s 36 | Kevin Hays      | États-Unis   | Asian Championship 2016                      | 2 octobre 2016   |
| 1 min 43 s 21 | Feliks Zemdegs  | Australie    | Euro 2016                                    | 17 juillet 2016  |
| 1 min 43 s 83 | Feliks Zemdegs  | Australie    | Melbourne Cube Days 2015                     | 8 novembre 2015  |
| 1 min 45 s 98 | Kevin Hays      | États-Unis   | World Championship 2015                      | 19 juillet 2015  |
| 1 min 46 s 41 | Kevin Hays      | États-Unis   | World Championship 2015                      | 18 juillet 2015  |
| 1 min 47 s 60 | Feliks Zemdegs  | Australie    | TCG & Friends 2015                           | 12 juillet 2015  |
| 1 min 51 s 30 | Kevin Hays      | États-Unis   | Vancouver Summer 2013                        | 3 août 2013      |
| 1 min 55 s 13 | Kevin Hays      | États-Unis   | Couve Cubing 2012                            | 5 mai 2012       |
| 2 min 00 s 43 | Kevin Hays      | États-Unis   | Lynden Open 2012                             | 4 février 2012   |
| 2 min 02 s 13 | Kevin Hays      | États-Unis   | Vancouver Winter 2011                        | 10 décembre 2011 |
| 2 min 09 s 03 | Kevin Hays      | États-Unis   | US Nationals 2011                            | 13 août 2011     |
| 2 min 10 s 87 | Michał Halczuk  | Pologne      | Swierklany Open 2011                         | 23 juillet 2011  |
| 2 min 15 s 64 | Feliks Zemdegs  | Australie    | Melbourne Summer Open 2011                   | 30 janvier 2011  |
| 2 min 28 s 92 | Michał Halczuk  | Pologne      | Polish Nationals 2010                        | 29 août 2010     |
| 2 min 30 s 22 | Michał Halczuk  | Pologne      | Polish Nationals 2010                        | 28 août 2010     |
| 2 min 32 s 00 | Dan Cohen       | États-Unis   | US Nationals 2009                            | 16 août 2009     |
| 2 min 36 s 64 | Michał Halczuk  | Pologne      | Lublin Open 2009                             | 30 mai 2009      |
| 2 min 39 s 25 | Michał Halczuk  | Pologne      | Polish Nationals 2009                        | 22 février 2009  |
| 3 min 01 s 40 | Dan Cohen       | États-Unis   | Newark Winter 2009                           | 7 février 2009   |
| 4 min 04 s 30 | Claes Hedin     | Suède        | Norrköping Open 2009                         | 7 février 2009   |